# 高度専門士
高度専門士（こうどせんもんし、英: Advanced Diploma アドバンスド・ディプロマ）（"a qualification equivalent to a bachelor's degree"）とは、教育水準レベル認定のひとつ。NQF レベル6、QCF レベル6、FHEQ レベル6の段階として定められている。
海外、特に英国においては、学士に相当する称号 ("a qualification equivalent to a second bachelor's degree") としてケンブリッジ大学等が授与している。
- 国家資格フレームワーク (NQF) - レベル6
- QCF（英語版） - レベル6
- 豪州資格フレームワーク (AQF) - レベル6
- 高度専門士（日本）

日本においては4年制専門学校のうち、文部科学省の定める一定の要件を満たした学校が卒業生に対して付与する称号である。大学院進学へ向けた特定分野の高度専門教育。或いは、学士を授与された後に別の分野を勉強することを目的に、自身の職業能力を示す学術称号として取得するケースがある。

## 日本
| 分類 | 分類         | 区分                                | 区分                                | 授与を行う標準的な課程                                                  | 授与を行う標準的な課程                                                  |
| ---- | ------------ | ----------------------------------- | ----------------------------------- | ----------------------------------------------------------------------- | ----------------------------------------------------------------------- |
| 称号 | 称号         | 準学士                              | 準学士                              | 高等専門学校の本科                                                      | 高等専門学校の本科                                                      |
| 称号 | 称号         | 高度専門士                          | 高度専門士                          | 専修学校の専門課程（専門学校）のうち、 4年制の学科                      | 専修学校の専門課程（専門学校）のうち、 4年制の学科                      |
| 称号 | 称号         | 専門士                              | 専門士                              | 専修学校の専門課程（専門学校）のうち、 2〜3年制の学科                   | 専修学校の専門課程（専門学校）のうち、 2〜3年制の学科                   |
| 学位 | （下記以外） | 博士                                | 博士                                | 大学院の博士課程 特定の省庁大学校の課程                                 | 大学院の博士課程 特定の省庁大学校の課程                                 |
| 学位 | （下記以外） | 修士                                | 修士                                | 大学院の修士課程 特定の省庁大学校の課程                                 | 大学院の修士課程 特定の省庁大学校の課程                                 |
| 学位 | （下記以外） | 学士                                | 学士                                | 大学の学部 短期大学の専攻科 高等専門学校の専攻科 特定の省庁大学校の課程 | 大学の学部 短期大学の専攻科 高等専門学校の専攻科 特定の省庁大学校の課程 |
| 学位 | （下記以外） | 短期大学士                          | 短期大学士                          | 短期大学の本科                                                          | 短期大学の本科                                                          |
| 学位 | 専門職学位   | 修士（専門職） （○○修士（専門職）） | 修士（専門職） （○○修士（専門職）） | 大学院の専門職学位課程 （専門職大学院）                                 | （法科・教職以外）                                                      |
| 学位 | 専門職学位   | 法務博士（専門職）                  | 法務博士（専門職）                  | 大学院の専門職学位課程 （専門職大学院）                                 | 法科大学院                                                              |
| 学位 | 専門職学位   | 教職修士（専門職）                  | 教職修士（専門職）                  | 大学院の専門職学位課程 （専門職大学院）                                 | 教職大学院                                                              |
| 学位 | 専門職学位   | 学士 （専門職）                     | ○○学士（専門職）                    | 専門職大学                                                              | 専門職大学                                                              |
| 学位 | 専門職学位   | 学士 （専門職）                     | 学士（○○専門職）                    | 大学の学部の専門職学科                                                  | 大学の学部の専門職学科                                                  |
| 学位 | 専門職学位   | 短期大学士 （専門職）               | ○○短期大学士（専門職）              | 専門職大学の前期課程 専門職短期大学                                     | 専門職大学の前期課程 専門職短期大学                                     |
| 学位 | 専門職学位   | 短期大学士 （専門職）               | 短期大学士（○○専門職）              | 短期大学の専門職学科                                                    | 短期大学の専門職学科                                                    |

日本における高度専門士は、「専修学校の専門課程の修了者に対する専門士及び高度専門士の称号の付与に関する規程」において、専修学校の修了者に対する社会的評価の向上と生涯学習の振興を目的として定められている。海外で、大学教育に広がりが見られることと比較すると、国内では専修学校に限定される狭義な扱いとなっている。高度専門士はAdvanced Diplomaと英訳されるが、英語圏のそれとは別物である。
平成15年、「今後の専修学校教育に関する調査研究協力者会議」の報告において、専修学校における修業期間の長期化を踏まえ、一定の要件を満たす課程の修了者には、高度専門士の称号を付与し、大学院への進学を可能とすべきという答申がなされ、これにより、「専修学校の専門課程の修了者に対する専門士の称号の付与に関する規程」を改正し、新たに制定された「専修学校の専門課程の修了者に対する専門士及び高度専門士の称号の付与に関する規程」（以下「専門士及び高度専門士規程」）第1条以下において高度専門士の称号が規定された。
この告示により、下記の基準を満たす4年制以上の専修学校の専門課程（専門学校）の卒業生に高度専門士の称号が付与されることとなった。
これは、4年制の専門学校における教育内容が高度になっていることを受けたものであり、修了者の学習成果を正当に評価し社会的地位を高めることが主な目的である。従来、専門学校においては一定の要件を満たす学校は一律、専門士の称号を付与していた。しかし、専門学校において専門士の称号を付与できる課程には2年制から4年制まで修学年限に差もあり、習得する専門技術も千差万別であった。文部科学省ではこの高度専門士の称号を新設することにより、従来の専門士との違いを明確化する方針である。
高度専門士を付与できる専修学校の専門課程の要件は次のとおり（専門士及び高度専門士規程第3条）。
- 修業年限が4年以上であること。
- 課程の修了に必要な総授業時数が3,400単位時間以上[注 11]（単位制・通信制の学科においては、卒業に必要な総単位数が124単位以上）であること。
- 体系的に教育課程が編成されていること。
- 試験等により成績評価を行い、その評価に基づいて課程修了の認定を行っていること。

一方で、専門士の付与要件に「次条の規定（高度専門士の付与要件）により認められた課程でないこと」（専門士及び高度専門士規程第2条第4号）と定められていることから、高度専門士の付与対象者に対して専門士の称号を付与することはできない。

### 高度専門士受有者の将来性、大学院進学への道
公務員に採用された場合、（4年制）大学卒業者と同等の給与棒が適用される。ただし、民間企業においての採用や処遇は各企業の判断に任せられる。
従来の専門学校をめぐっては2005年1月に中央教育審議会が、「一定の要件を満たす専門学校の卒業者に、大学院入学資格を付与することが適切である」とする答申を中山成彬文科相に提出した。
この答申に沿って、学校教育法施行規則第155条第1項第5号で「指定された専修学校の専門課程を修了した者」が大学院入学資格に加えられ、2007年2月現在、「高度専門士の称号を付与できる専修学校専門課程」の全てについて、修了者に無条件で大学院入学資格が認められている。よって、日本国内において大学院入学資格においては、大学学部卒業生や独立行政法人大学改革支援・学位授与機構の学士号の授与対象の省庁大学校や高専専攻科修了者に対して、高度専門士が付与された専門学校の卒業者は同等である。